# Veteli
Veteli (szw. Vetil) – gmina w Finlandii, położona w zachodniej części kraju, należąca do regionu Ostrobotnia Środkowa o podregionu Kaustinen.
W gminie kultywowana jest tradycyjna gra na skrzypcach, wpisana w 2021 roku na listę reprezentatywną niematerialnego dziedzictwa kulturowego UNESCO.